# Sen-oku Hakuko Kan
Le musée Sen-oku Hakuko Kan (泉屋博古館) se trouve à Kyoto au Japon. Il abrite une grande collection de vases en bronze chinois, de miroirs chinois et japonais et quelques figurines bouddhiques chinoises en bronze. La collection a été constituée par Sumitomo Kichizaemon VII, mort en 1926. Elle est reconnue comme étant l'une des plus grandes collections au monde de bronzes d'Asie en raison de la qualité de la collection et de la variété de ses plus de 500 pièces.
Une annexe se trouve dans le quartier de Roppongi, dans l'arrondissement de Minato à Tokyo.